# Configurani
Der Configurani ist ein Zirkusprojekt, das mehrere Schulgenerationen umfasst und unter Leitung des Lehrers Krenne Aymans an der Viktoriaschule Aachen angesiedelt ist.

## Geschichte
Im Jahr 1989 erhielt Krenne Aymans eine Stelle als Freizeitpädagoge an der Viktoriaschule Aachen. Die Stelle war zunächst als Arbeitsbeschaffungsmaßnahme angelegt und zeitlich befristet. Aymans gründete mehrere Arbeitsgemeinschaften für Einrad, Jonglage und Seiltanz, an der sich anfangs rund 20 Schüler beteiligten. Die einzelnen AGs wurden bald zu einer gemeinschaftlichen Zirkus-AG zusammengelegt. Es folgte die Gründung eines eigenen Jugendzirkus unter dem Namen „Configurani“ (lat. für: Zirkus der Gestalter). Nach der Premiere eines ersten Programmes am 6. Juni 1990 fing der Zirkus bald an zu wachsen und immer mehr Schüler begannen, an der Zirkus-AG teilzunehmen, so dass diese bald in Jahrgänge unterteilt werden mussten. Bis heute ist das Zirkusprojekt eines der Aushängeschilder der Viktoriaschule und umfasst bis zu 200 Teilnehmer und Akrobaten.
Als Aymans ABM schließlich abgelaufen war und er die Viktoriaschule verlassen sollte, starteten Schüler und Eltern der Schule eine Unterschriftenaktion. Aufgrund des massiven Drucks wurde Aymans schließlich fest als Freizeitpädagoge eingestellt.
Seither ist der Zirkus Configurani ein fester Bestandteil der Aachener Kleinkunstszene und Mitglied in der Landesarbeitsgemeinschaft Zirkuspädagogik NRW e.V. Es folgten regelmäßige Auftritte bei der Verleihung des Kinderförderpreis Kultur, sowie auf Stadtfesten und Kabarettabenden, der Kieler Woche, dem Circus Roncalli, der Expo 2000 in Hannover, dem Apollo Varieté Düsseldorf, mit den Nafsi Akrobats sowie auf der European Juggling Convention oder beim Weltzirkustag 2021.
Dem Gründer Krenne Aymans wurde 2004 für sein Engagement als „zirkusbegeisterter, balancierender und jonglierender“ Lehrer von dem KI.KA-Magazin Reläxx die Trophäe „Goldener Pauker“ verliehen.
Seit 2016 organisiert der Configurani darüber hinaus eine eigene Jonglierkonvention, die Configuvention.
Der Zirkus Configurani geht seit 2018 jährlich beim Kinderkarnevalszug des Aachener Kinderkarneval mit.

## Programme
- Helden der Geschichte (1990)
- Streetlife (2000)
- Piraten – Von Halunken und Spelunken (2003)
- Mythos Morgenland (2006)
- Träumen (2008)
- Inspector Watson (2010)
- Jim Knopf (2012)
- Das Ziel ist im Weg (2014)
- WG – Warum gehen? (2016)
- Mission Weltherrschaft (2018)
- Zwischen Tür und Angel(2020/2022)
- Am Ende bleibt das Wir (2024/2025)

## Bekannte Mitglieder
- Pola Brändle, deutsche Künstlerin. Sie war Teil des Zirkus Configurani, engagiert sich bis heute in der Zirkuswelt und organisiert auf der European Juggling Convention die Open Stage für Jongleure und Artisten.